# Idioma lusi
Lusi es una lengua austronesia de Nueva Bretaña. Kaliai es un dialecto.